# Natura 2000-område nr. 12 Store Vildmose
Natura 2000-område nr. 12 Store Vildmose er en naturplan under det fælleseuropæiske Natura 2000-projekt. Planområdet Store Vildmose, er beliggende mellem Aabybro, Brønderslev og Pandrup i Jammerbugt og Brønderslev Kommuner, og har et samlet areal på 1853 ha, og er udpeget til EU-habitatområde. Hele habitatområdet er fredet af flere omgange fra 1940 til 2000 .
Store Vildmose var engang én af Europas største højmoser og Natura 2000 området består af de tilbageværende rester af den vidtstrakte mose, samt mindre tilstødende engarealer og nogle lave morænebakker. Selvom det meste af mosen i tidens løb er drænet, opdyrket eller sprunget i skov, er højmoseområderne dog stadig nogle af de største sammenhængende arealer med aktiv højmose i Danmark, og derfor af national betydning. Arealet med aktiv højmose udgør således 8,9% af naturtypens samlede areal i den kontinentale region, og arealet med skovbevokset tørvemose udgør ligeledes over 10,5% af naturtypens samlede areal i den kontinentale region. Store Vildmose var tidligere Danmarks største højmose. Der findes også mindre, men værdifulde forekomster af en række naturtyper tilknyttet den unikke høslet-eng ved Stavad Enge, blandt andet den sjældne indlandssalteng, tidvis våd eng samt rigkær og sure overdrev. Der findes også en sandet morænebakke med blandet løvskov og hede samt i alt ca. 33 søer og vandhuller i området.
Der er en god bestand af odder, og Ryå er en af de bedste lokaliteter i landsdelen for havlampret. Dagsommerfuglen hedepletvinge, har tidligere levet i området. I højmoserne findes bestande af de rødlistede arter multebær og langbladet soldug. Engarealerne rummer en ynglebestand
af den eneste danske ynglefugl der er rødlistet, engsnarren.
Natura 2000-planen er vedtaget i 2011, hvorefter kommunalbestyrelserne og Naturstyrelsen skal udarbejde bindende handleplaner, som skal sikre gennemførelsen af planen.
Natura 2000-planen er koordineret med vandplan 1.2 Limfjorden.